# Okres klasyczny (starożytna Grecja)
Okres klasyczny – okres w dziejach starożytnej Grecji od wojen perskich do śmierci Aleksandra Wielkiego w 323 p.n.e.

## Definicja epoki

### Etymologia
Nazwa klasyczne dla dziejów świata greckiego w V i IV wieku p.n.e. została ukuta już w starożytności, na przełomie er. Greccy intelektualiści tamtego okresu byli świadkami politycznego upadku świata hellenistycznego, szukali więc wzorców w przeszłości. Takim ideałem stała się właśnie twórczość (głównie ateńska literatura i retoryka) V i IV wieku, którą starano się naśladować także w innych dziedzinach (np. w rzeźbie). Opinię tę przejęli historycy nowożytnej Europy, którzy nazwę dla opisywanego okresu zaczerpnęli z łaciny, używając słowa classis, którym w okresie cesarstwa rzymskiego określano "poczet pisarzy godnych naśladowania".

### Ramy czasowe
W przypadku omawiania historii wydarzeniowej za wyraźny punkt rozdzielający okres archaiczny i klasyczny przyjęło się uważać wojny perskie, a konkretnie greckie zwycięstwa z lat 480/479 p.n.e. Taka periodyzacja nie bierze jednak pod uwagę przemian społecznych i kulturowych, które toczą się swoim tempem i to różnym na różnych obszarach. Zatem elementy charakterystyczne dla Grecji archaicznej współistniały często z tymi, które stały się charakterystyczne dla nowej epoki. I tak np. Pindar, ważny przedstawiciel poezji archaicznej, zmarł dopiero w 438 p.n.e., natomiast ateńska demokracja oraz hegemonia tego miasta w rejonie egejskim (ważna i charakterystyczna sytuacja dla epoki klasycznej), okrzepła i dojrzała w połowie V stulecia p.n.e.
Koniec okresu klasycznego wiąże się zwykle ze śmiercią Aleksandra Wielkiego (w 323 p.n.e.), który podbijając Imperium Perskie, stworzył w świecie greckim nową rzeczywistość polityczną i społeczną, co zapoczątkowało epokę hellenistyczną.

### Zakres geograficzny
Okres klasyczny, jako rozdział w historii starożytnej Grecji, odnosi się przede wszystkim do dziejów regionów w których dominowali Grecy bądź ich kultura. Świat grecki tego okresu można zdefiniować jako wspólnotę ludzi posługujących się tym samym językiem greckim (choć różnymi jego dialektami), wyznających tę samą religię i kulty, żyjących w ramach podobnych struktur politycznych zorganizowanych wokół polis i dysponujących podobnym poziomem technologicznym i materialnym. Tak scharakteryzowany świat geograficznie tylko częściowo pokrywa się z granicami współczesnej Grecji. Nie należały do niego północne regiony obecnego państwa, czyli ówczesna Tracja i raczej Macedonia (przynajmniej początkowo, w połowie IV wieku p.n.e. była już ważną częścią Grecji), którą starożytni Grecy uważali za kraj barbarzyński. Częścią świata greckiego był natomiast fragment współczesnej Libii, większość Cypru, wybrzeże współczesnej Turcji od Rodos po Dardanele, niektóre miejscowości nad Morzem Czarnym, półwysep Galipoli, północny pas wybrzeża Morza Egejskiego, osiedla na wschodnim wybrzeżu Adriatyku po Albanię na północy, oraz część południowej Italii i większość Sycylii.
W ramach tego obszaru możemy wydzielić pięć regionów: Morze Egejskie (obejmujący Ateny), Peloponez, Grecja Środkowa, południowa Italia razem z Sycylią, oraz peryferia świata greckiego. Od połowy IV wieku p.n.e. integralną częścią świata greckiego stała się też Macedonia, leżąca w Grecji północnej. Regiony te ze sobą oddziaływały i wchodziły we wzajemne interakcje.

## Wojny perskie
Początek V wieku p.n.e. przyniósł Grecji konflikt z potężnym imperium perskim. W 499 p.n.e. poleis Jonii na czele z Miletem zbuntowały się przeciwko perskiej władzy, otrzymały pomoc od Aten, ale w 494 p.n.e. powstanie upadło. Dariusz I postanowił ukarać Greków z Europy, lecz wysłana przez niego armia poniosła spektakularną klęskę pod Maratonem w 490 p.n.e. Syn Dariusza, Kserkses I, ponowił próbę zdobycia Grecji w 480 p.n.e., złupił opuszczone Ateny, ale jego flota doznała porażki pod Salaminą. W roku 479 p.n.e. Persowie zostali rozgromieni pod Platejami i w bitwie morskiej pod Mykale, co zmusiło ich do wycofania się z Grecji.

## Dzieje polityczne
Po wyeliminowaniu zagrożenia ze strony Persji rozpoczął się w Grecji okres dążeń poszczególnych poleis do hegemonii - dominacji nad jak największą liczbą innych miast. Atenom, potędze morskiej i handlowej, udało się skupić wiele poleis w kontrolowanym przez siebie Związku Morskim (powstałym w 478 p.n.e.) i tym samym wydatnie umocnić swoją pozycję polityczną, militarną i ekonomiczną (największy rozkwit przeżywały za rządów Peryklesa). To doprowadziło do konfliktu z kierującą Związkiem Peloponeskim Spartą. Wybuchły dwie wojny peloponeskie (w latach 459-446 p.n.e. i 431-404 p.n.e.), z których druga zakończyła się zwycięstwem Sparty (przy wsparciu Persów) i uzyskaniem przez nią hegemonii. Jednak już kilka lat później wojna koryncka (395-387 p.n.e.) osłabiła jej pozycję (pozwoliła także Persom ponownie odzyskać kontrolę nad Jonią), a porażka pod Leuktrami w 371 p.n.e. z Tebami zepchnęła Spartę do drugorzędnej roli. Druga połowa IV wieku p.n.e. to stopniowy wzrost znaczenia zreformowanej przez Filipa II Macedonii, uwieńczony pokonaniem w 338 p.n.e. pod Cheroneją połączonych sił Aten i Teb. Utworzony potem przez Filipa Związek Koryncki, zrzeszający zdecydowaną większość poleis (poza Spartą), był w rzeczywistości narzędziem macedońskiej dominacji w Grecji. Śmierć Filipa w 336 p.n.e. wywołała bunt w Grecji, szybko jednak uśmierzony przez jego syna Aleksandra, który następnie w 334 p.n.e. rozpoczął wojnę z Persją, zakończoną całkowitym podbojem ogromnego imperium Achemenidów (oraz Egiptu i części Indii). Śmierć Aleksandra, nazwanego Wielkim, w 323 p.n.e. pozostawiła rozległe państwo bez wyraźnego następcy.

## Ustrój i armia
Okres klasyczny uznawany jest za szczytową fazę rozwoju politycznego, duchowego i materialnego starożytnych Greków. Już u progu tego okresu w większości znaczących poleis panowały formy rządów angażujące w sprawowanie władzy mniejszą (oligarchia) lub większą (demokracja) grupę obywateli (choć monarchia przetrwała na peryferiach greckiego świata, czy też w Sparcie). Prowadzone wojny zmieniły charakter z lokalnych konfliktów na wielkoskalowe starcia między koalicjami wielu miast, lub z wrogiem zewnętrznym. Wprawdzie podstawą armii pozostał obywatel polis - hoplita walczący w szyku falangi, ale zaszły zmiany w taktyce (zwłaszcza w IV wieku p.n.e.), zaczęli także pojawiać się najemnicy (zaciągani np. przez bogate Ateny). Nadal trwała kolonizacja, choć na mniejszą skalę niż w okresie archaicznym.

## Rozwój sztuki
Znacząco rozwinęła się sztuka, głównym jej ośrodkiem w świecie greckim stały się Ateny. W architekturze szeroko stosowano porządek joński (m.in. w budowlach powstałych na Akropolu w Atenach), później koryncki, budowle stały się bardziej monumentalne, powstały pierwsze kamienne teatry. Rzeźby (i płaskorzeźby) zyskały na realizmie, dynamice przedstawianych scen i postaci, poziomie szczegółowości. Rozwinęło się malarstwo, a pod jego wpływem sztuka mozaikarska. Rozkwit przeżywała literatura szczególnie poezja i dramat (Ajschylos, Eurypides, Sofokles), także historiografia (Herodot, Tukidydes, Ksenofont).